# لوکاس انمچا
لوکاس انمچا (به انگلیسی: Lukas Nmecha) بازیکن فوتبال اهل آلمان است که در پست مهاجم برای وولفسبورگ در بوندس‌لیگا بازی می‌کند.
وی در هامبورگ آلمان به دنیا آمده‌است و در کودکی به همراه خانواده به انگلستان مهاجرت کرده‌است.